# Remmarlövs landskommun
Remmarlövs landskommun var en tidigare kommun i dåvarande Malmöhus län.

## Administrativ historik
Kommunen bildades i Remmarlövs socken i Harjagers härad i Skåne när 1862 års kommunalförordningar trädde i kraft.
Vid kommunreformen 1952 uppgick kommunen i Harrie landskommun som upplöstes 1969, då denna del uppgick i Eslövs stad som ombildades 1971 till Eslövs kommun.